# Xanthophytum glomeratum
Xanthophytum glomeratum là một loài thực vật có hoa trong họ Thiến thảo. Loài này được Valeton ex Bakh.f. miêu tả khoa học đầu tiên năm 1953.